# المنطقة الحرة بمطار دبي (مترو دبي)
محطة المنطقة الحرة بمطار دبي (بالإنجليزية: Dubai Airport Free Zone station)‏؛ هي محطة نقل سريع على الخط الأخضر لشبكة مترو دبي التي تخدم دبي في الإمارات العربية المتحدة.